# Quercus prinus
Quercus prinus, el roure blanc americà, el roure de muntanya, és una espècie d'arbòria de la família de les fagàcies. Està classificada a la secció Quercus, que són els roures blancs d'Europa, Àsia i Amèrica del Nord. Tenen els estils curts; les glans maduren en 6 mesos i tenen un sabor dolç i lleugerament amarg, l'interior de la gla té pèls. Les fulles no tenen una majoria de truges en els seus lòbuls, que solen ser arrodonits.

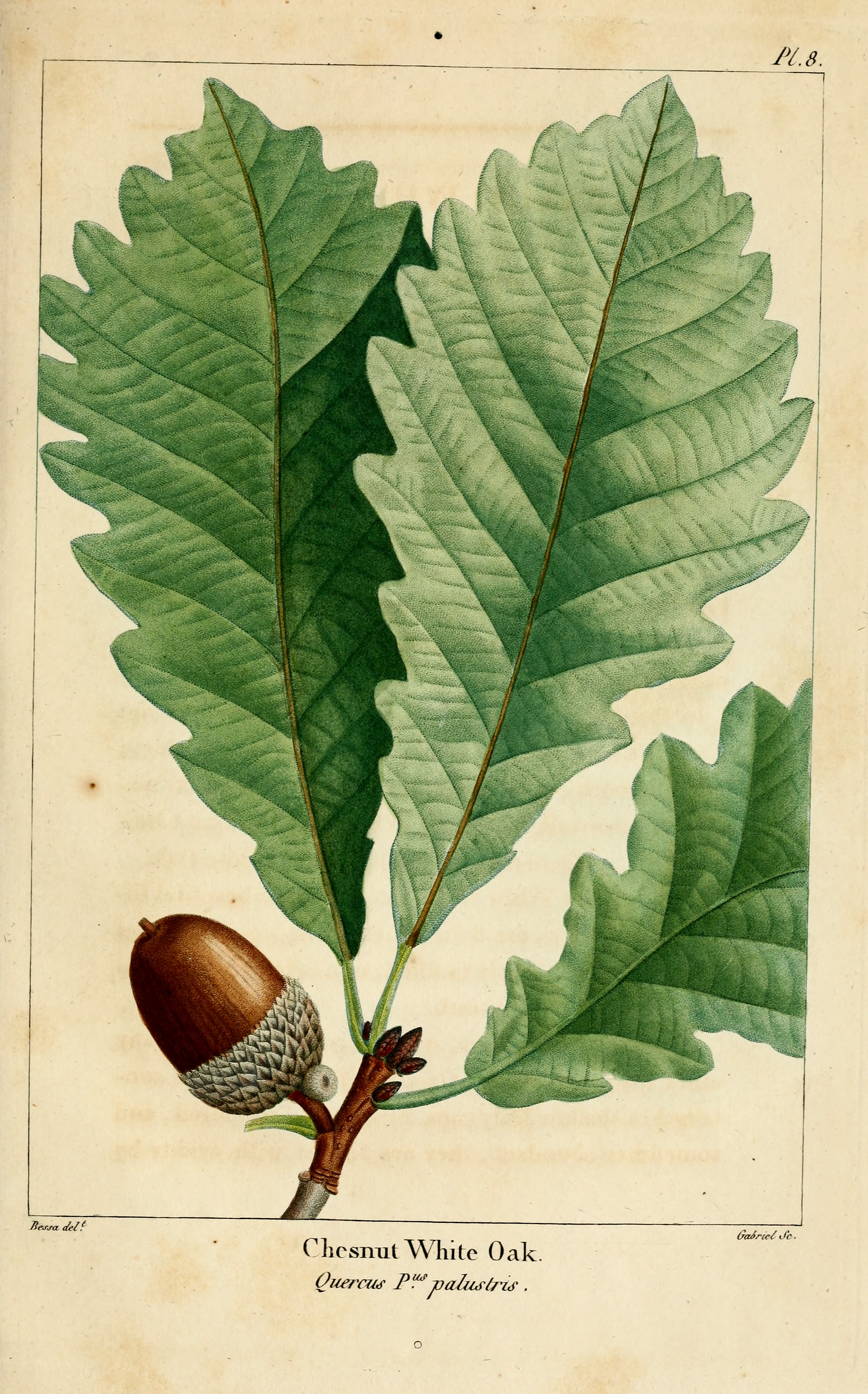
Il·lustració

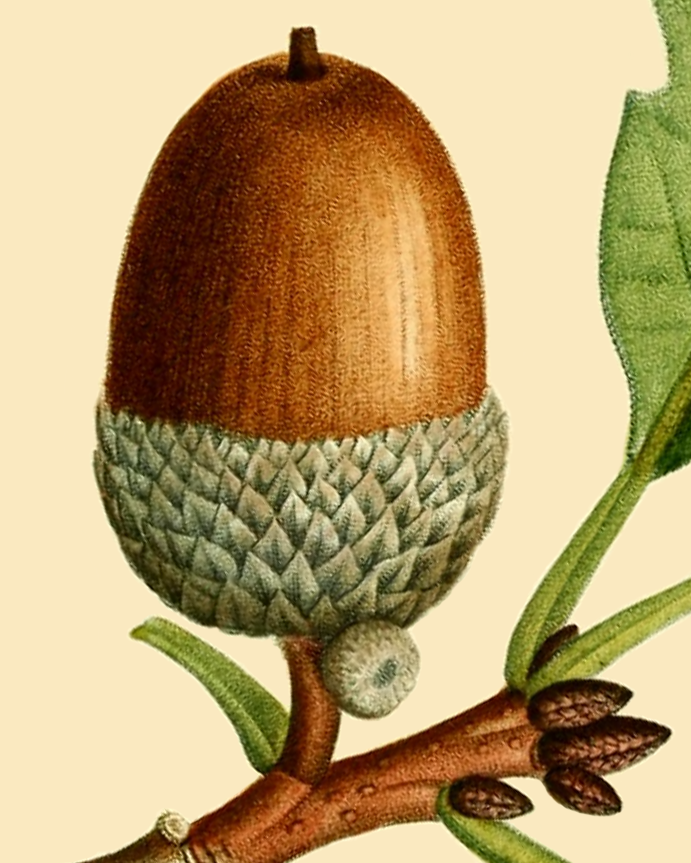
Fruit

## Distribució
És una espècie de roure endèmic de l'est dels Estats Units, sent un dels més importants arbres del sud de Maine, sud-oest a centre de Mississipi, amb una població a l'extrem nord-oest del sud de Michigan. Com a conseqüència del seu hàbitat i exposició, normalment no és un gran arbre, arriba als 20-30 m d'alçada, ocasionalment en unes millors condicions pot créixer als 40 a 43 m d'alçada. No són arbres de la millor fusta pel seu brancatge baix i no gaire recte, però creixent en bones condicions, donen fusta molt bona, que es mercadeja com a "barreja de roure blanc".
S'identifica per la seva escorça grisa fosca, i la més gruixuda de totes les espècies de roures de l'est d'Amèrica del Nord. Les fulles de 12-20 cm de llarg i 6-10 cm d'ample, suaument lobulada amb 10-15 lòbuls arrodonits a cada marge; són virtualment idèntiques a les de Quercus michauxii i de Quercus muehlenbergii, però els arbres es distingeixen bé per la seva escorça, la del michauxii tenen un color grisenc cendrós lleuger i s'escata com Quercus alba L.; i Quercus michauxii Nutt., és encara més pàl·lid. Quercus muhlenbergii també té moltes més glans petites que el roure blanc americà; aquest és fàcilment distingit de Quercus bicolor Willd. pel fet que tenen el revers de les seves fulles blanquinoses.
Es produeix molta confusió amb Quercus michauxii, fins que alguns botànics els han considerat com la mateixa espècie en el passat. El punt per distingir-los és pel seu hàbitat, si creix en vessants, és prinus, si ho fa en terres altes humides, probablement és el més massiu michauxii, però, això no és absolutament així.
Les glans d'1,5-3 cm de llarg i 1-2 cm d'ample, de les més grans dels roures nadius americans, sobrepassat només pel Quercus macrocarpa Michx., i possiblement pel michauxii, i és un valuós aliment salvatge.
El nom de Quercus prinus, el va donar Carl von Linné, però l'espècimen original incloïa una barreja de fulles d'aquesta i d'altres espècies, i actualment el Quercus prinus és considerada com un nom confús que ha de ser rebutjat. El següent més antic nom és el Quercus montana, el dona Willdenow, és el recomanat per l'espècie de la flora d'Amèrica del Nord.

## Descripció
- Ritidoma: fosc, esquerdat i amb fissures amples, escamós. Al principi verd bronze, més tard vermellós marró, finalment gris fosc o bru. Molt carregat d'àcid tànnic.
- Fusta: marró fosc, albeca més clara, pesada, dura, forta, llisa, de gra atapeït, durable en contacte amb el sòl. Utilitzada per tanques, fuel, travesses. Sp gr., 0,7499; weight of cu. ft., 46.73 lbs.
- Gemmes hivernals: marrons suaus, ovades, agudes, 6-13 mm de llarg.
- Fulles: alternades, 9-20 cm llarg, tres a quatre vegades l'ample, obovades a oblongues lanceolades, vora arrodonida a la base, dentats, dents arrodonits aguts, àpex rodó o agut. Brots convolutados, verd groguencs o bronzejats, brillants dalt, molt pubescents baix. A ple creixement són gruixuts, ferms, verd foscos groguencs, una mica brillants, i per sota verd pàl·lid i pubescent; venes primàries conspícues. A la tardor passen a groc ple a groc marró. Pecíols ferms i prims. Estípules lineals a lanceolades, caduques.
- Flors: al maig, quan les fulles han crescut un terç. Flors estaminades amb aments pilosos de 5-8 cm de llarg; calze groc pàl·lid, pilós, 7-9 lòbuls profunds; 7-9 estams; anteres grogues brillants. Flors pistilades en curtes espigues, peduncles verds, forts, pilosos; involucre escamós pubescent, estigmes curts, vermell brillants.
- Glans: anual, soles o en parells, nou oval, arrodonida o aguda a l'àpex, marrons brillants, 30-30 mm de llarg, amb cúpula, que ocupa un terç de la nou, prima, bru lleuger, tuberculat a prop de la base. Escates petites. La gla és blanc, dolça.[1]

## Taxonomia
Quercus prinus va ser descrita per Carl Ludwig Willdenow i publicat a Species Plantarum. Editio quarta 4(1): 440. 1805.
Etimologia
Quercus: nom genèric del llatí que designava igualment al roure i a l'alzina.
montana: epítet llatí que significa "de les muntanyes"
Sinonímia
- Quercus carolineana Dippel
- Quercus carpinifolia Raf.
- Quercus castanea G.B.Emers.
- Quercus granulata Raf.
- Quercus longifolia Raf.
- Quercus monticola Petz. & G.Kirchn.
- Quercus prinus var. lata Aiton
- Quercus prinus var. monticola Michx.
- Quercus prinus var. oblongata Aiton
- Quercus prinus var. palustris Michx.
- Quercus prinus f. viridis Trel.
- Quercus pumila Michx.
- Quercus versicolor Raf.[3][4]